# Trebbiano giallo
Pour les articles homonymes, voir Trebbiano et Trebbiano des Abruzzes.
Le trebbiano giallo est un cépage italien de raisins blancs.

## Origine et répartition géographique
Il est classé cépage d'appoint en DOC Bianco Capena, Castelli Romani, Cerveteri, Colli della Sabina, Colli Etruschi Viterbesi, Colli Lanuvini, Controguerra, Est! Est!! Est!!! di Montefiascone, Tarquinia et Vin Santo di Montepulciano. En 1998, il couvrait 4.774 ha.

## Caractères ampélographiques
- Extrémité du jeune rameau cotonneux, vert blanchâtre à liserè carminé.
- Jeunes feuilles vert bronzé à dessous cotonneux blanc.
- Feuilles adultes, 3 (rarement) à 5 lobes avec des sinus supérieurs elliptiques,  un sinus pétiolaire en lyre ouverte ou fermée, des dents anguleuses, moyennes, en deux séries, un limbe légèrement aranéeux.

## Aptitudes culturales
La maturité est de troisième époque tardive : 35 jours après le chasselas.

## Potentiel technologique
Les grappes sont moyennes à grandes et les baies sont de taille moyenne. La grappe est cylindrio-conique et parfois ailée. Le cépage est de bonne vigueur et productif préférant une taille de moyenne expansion. 
Les vins sont de couleur jaune, agréable et délicate.

## Synonymes
Le trebbiano giallo est connu sous les noms de cori, greco, greco giallo, rosciola, rossetta, rossetto, rossola, sezze, tostarello, trebbiano dei Castelli, trebbiano giallo di Velletri,